# Mehdi Moussaïd
Mehdi Moussaïd, né le 23 juillet 1981 à Rabat (Maroc), est un chercheur, vulgarisateur et vidéaste web français,. Il est principalement connu pour sa chaîne YouTube de vulgarisation scientifique Fouloscopie créée en 2018,.

## Biographie

### Jeunesse et formation
Mehdi Moussaïd est né le 23 juillet 1981 à Rabat, au Maroc, d'une mère française et d'un père berbère.
Après des études au lycée Descartes de Rabat, il suit une formation d'ingénieur en informatique à l'École polytechnique universitaire de Nantes.
Il soutient sa thèse en éthologie en 2010 à l'université Toulouse-III-Paul-Sabatier sous la direction de Guy Theraulaz et Dirk Helbing (en), pour laquelle il obtient en 2011 le Prix Le Monde de la recherche universitaire.
Il travaille en Allemagne, à Berlin jusqu'en 2023, puis emménage à La Rochelle.

### Recherches
À partir de 2007, il entreprend des recherches dans un laboratoire d'éthologie à Toulouse, puis de physique à l'école polytechnique fédérale de Zurich.
Il est, en 2023, chercheur en sciences cognitives à l'institut Max-Planck de développement humain de Berlin,.
Il étudie la science du comportement des foules, ce qu'il appelle « fouloscopie » et aborde ainsi des sujets tels que les mouvements de foule, la propagation de rumeurs, les réseaux sociaux ou encore l'intelligence collective.

### Fouloscopie
Il crée un blog de vulgarisation scientifique, puis lance en 2018 sa chaîne YouTube, Fouloscopie.
En 2019, il publie Fouloscopie : ce que la foule dit de nous, un ouvrage de vulgarisation scientifique consacré au comportement des foules,,.
En octobre 2022, il inaugure l'exposition temporaire « Foules » à la Cité des sciences et de l'industrie en tant que commissaire scientifique de l'exposition.

## Publications
- Mehdi Moussaïd (sous la dir. de Guy Theraulaz et Dirk Helbing (en)), Étude expérimentale et modélisation des déplacements collectifs de piétons (thèse de doctorat en éthologie), École doctorale de l'université Toulouse-III-Paul-Sabatier, 2010, 225 p. (présentation en ligne, lire en ligne [PDF]).
- Mehdi Moussaïd (ill. Jacek Woźniak), Fouloscopie : ce que la foule dit de nous, Paris, HumenSciences, 2019, 224 p. (ISBN 978-2-37931-012-6, présentation en ligne).
  - Réédition : coll. « J'ai lu / Document » no 13189, 2021, 248 p.  (ISBN 978-2-290-23616-1).